# Tony Angeli
Cesare Fincati (Bassano del Grappa, 2 de março de 1942), artisticamente conhecido como Tony Angeli, é um cantor italiano.

## Biografia
Em 1964, mudou-se para o Brasil em busca de oportunidades. Foi sucesso em Montevidéu, a capital do Uruguai. Participou de vários programas de televisão, como Os Galãs Cantam e Dançam, Adivinhe Quem É?, Jovem Guarda e Bozo, programa apresentado pelo palhaço no SBT. Fez inúmeros bailes de debutantes, e em 1966 estourou nas paradas com "Funiculi, funicula". Recordista de vendas, apresentou-se nos principais palcos brasileiros.

## Carreira
Tony Angeli é considerado hoje o maior intérprete da música italiana no Brasil. Nascido na Itália onde também deu seus primeiros passos na arte de cantar e representar. 
Com destino à América do Sul, Tony Angeli foi primeiro para Montevidéu, onde se apresentava como crooner das melhores orquestras de baile de época. Lá mesmo gravou seu primeiro disco, que o tornou conhecido nos mais importantes países da América-Latina e para onde começou excursionar fazendo shows. Suas apresentações eram sempre coroadas de êxito e sucesso. 
Em 1964, através de sua gravadora, Tony Angeli foi convidado para vir ao Brasil se apresentar em programas de televisão. O principal dele era o "Jovem Guarda", comandado por Roberto Carlos, que era apresentado com grande sucesso nas tardes de domingo. 
Com a gravação de seus discos, agora sendo feita no Brasil, Tony Angeli foi contratado pela extinta TV Excelsior, ficando lá durante 5 anos, sempre divulgando a música italiana. 
Curiosamente um outro programa de televisão despontava nas tardes de domingo, só que agora pela TV Globo (período de exibição: 02/05/1965 a 25/07/1976, às 11h30, aos domingos), esse programa comandado por Silvio Santos, chamava-se "Os Galãs cantam e dançam aos domingos", onde Tony Angeli era a atração principal interpretando músicas italianas românticas. Depois disso participou como jurado nos programas de Silvio Santos, no SBT. 

## Shows
Em seus shows, Tony Angeli interpreta os grandes sucessos, como: Roberta, All Di La, Dio Come Ti Amo, O Mio Senhore, Vollare, Sole Mio, Carusso e tantos outros sucessos que marcaram a época de ouro da música italiana. 
Seu show é uma ótima sugestão para noites italianas, bailes de casais, casamentos, aniversários, noites típicas, festas italianas, festa das nações, hotéis etc.
Tony Angeli comemora seus 50 anos de carreira com um DVD – Vivere 50 anos.
No ano em que completa meio século de amor pela primeira arte – a música, Tony Angeli presenteia os fãs com um super presente: O lançamento do CD e DVD ao Vivo, Vivere 50 anos. 
Este trabalho marca a forte personalidade do cantor, sendo um álbum alegre e que celebra a vida com muita emoção. 
As canções famosas e conhecidas do público, que todos cantam junto do cantor, e relembram, os almoços e encontros em família, cantorias e danças. 
A realização deste novo trabalho só foi possível, também, graças à dedicação de toda equipe composta por músicos de primeira qualidade. 
Detentor de uma das mais belas vozes e maior intérprete da música italiana no Brasil, Tony encanta a todos por onde passa em território nacional e internacional.

## Discografia

### Álbuns
- A Tua Presença (1967)
- Italia/Volare (1975)
- Dance Itália 1 (2001)
- Dance Itália 2 (2006)
- Naturale (2011)
- Meglio Stasera (2016)
- Vivere 50 Anos (2017)

### Singles
- Ridendo Vai (1967)
- Meu Amor (1967)
- Nel Sole (1968)
- Ridendo Vai (1968)